# Oud Fredrikstadstadion
Het Oud Fredrikstadstadion is een multifunctioneel stadion in Fredrikstad, een stad in de Noorse provincue Østfold. 

## Historie
Het stadion werd in 1914 geopend onder de naam Fredrikstad Idræts- og Fotbaldplads. Het stadion werd veel gebruikt voor voetbalwedstrijden, de club Fredrikstad FK maakte er gebruik van tot het seizoen 2006. Er worden ook atletiekwedstrijden gespeeld. Zo werden de Noorse Kampioenschappen Atletiek hier 2 keer gehouden, in 1915 en 1921. Het Noorse voetbalelftal onder 21 speelde hier drie interlands. In 1925 werd de finale van de Noorse voetbalbeker in dit stadion gespeeld. Brann speelde tegen Sarpsborg op 18 oktober 1825.. 
Er kunnen ongeveer 10.500 toeschouwers in het stadion. Het stadion werd gesloten in 2007 en afgebroken in 2011. Daarna werd er een nieuw stadion gebouwd dat dezelfde naam draagt.

## Interlands
| Voetbalinterlands | Voetbalinterlands | Voetbalinterlands      | Voetbalinterlands | Voetbalinterlands | Voetbalinterlands |
| №                 | Datum             | Wedstrijd              | Uitslag           | Competitie        | Toeschouwers      |
| ----------------- | ----------------- | ---------------------- | ----------------- | ----------------- | ----------------- |
| 1                 | 10 september 1922 | Noorwegen – Denemarken | 3–3               | vriendschappelijk | 10.500            |
| 2                 | 10 oktober 1926   | Noorwegen – Polen      | 3–4               | vriendschappelijk | 5.000             |